# Sarojahöhe

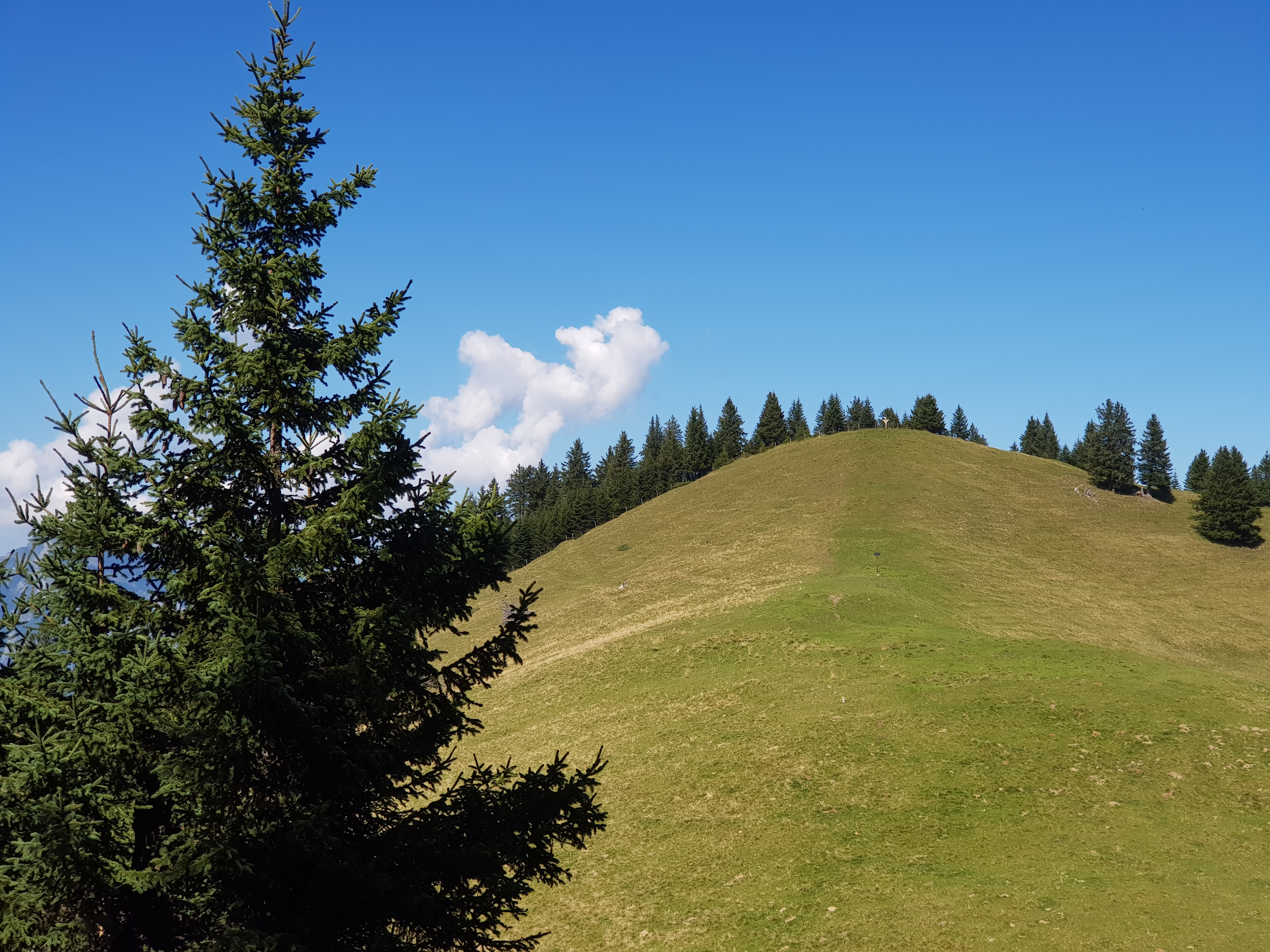
Saroja Gipfel vom Sattelköpfle aus gesehen

Die Sarojahöhe oder kurz Saroja ist eine 1658 m ü. A. hohe Erhebung im Rätikon, die an der Grenze zwischen Österreich und Liechtenstein gelegen ist. Die Erhebung befindet sich auf Vorarlberger Seite im Flurstück Piramida (auch: Hahnaneggle).

## Lage
Die Sarojahöhe ist eine eher unscheinbare Erhebung. Diese ist auf der österreichischen Seite ganz von Gras bewachsen. Auf der liechtensteinischen Seite fällt der Bergzug relativ schroff ab.
Die Drei Schwestern, das Sattelköpfle und die Sarojahöhe bilden einen Teil der Grenze zwischen Liechtenstein und Österreich.

## Benachbarte Gipfel
Nordöstlich der Sarojahöhe, etwa 300 Meter Luftlinie entfernt, befinden sich auf Vorarlberger Seite das Flurstück Ruijerhöhe (1626 m ü. A.) und etwa 650 Meter entfernt Frastanzersand  auf 1646 m ü. M., ein Triangulationspunkt. Von Liechtensteiner Seite ist in der Nähe der Wissa Fels zu sehen.
Im Süden, etwa 600 Meter Luftlinie entfernt, befindet sich im Flurstück Sattelwald das Sattelköpfle (1688 m ü. A.), der Sarojasattel (1626 m ü. A.) ist etwa 850 Meter entfernt, und die Drei Schwestern (2053 m ü. A.) etwa 1700 Meter.
Im Westen (Liechtenstein), etwa 800 Meter entfernt, befindet sich die Gafaduraalpe mit der Gafadurahütte.

## Gipfelkreuz und Gipfelbuch
Am 4. September 2021 hat die Ländle-Jungschi (Jungschar der Freien Evangelischen Gemeinde Schaan) auf dem Gipfel ein Gipfelkreuz aufgestellt und ein Gipfelbuch deponiert. Leider fiel das Gipfelbuch im ersten Winter die steile Felswand hinab. Die Einträge konnten gerettet und in ein zweites Gipfelbuch übertragen werden. Am 21. Mai 2023 wurde das zweite Gipfelbuch auf den Gipfel gebracht. Die Original-Blätter des 1. Gipfelbuches sind im Archiv des Liechtensteiner Alpenvereins (LAV).

## Wandern
Die nächstgelegenen Wander-Stützpunkte sind die Feldkircher Hütte (1204 m ü. A.) und die Gafadurahütte (1428 m ü. A.), und die Sarojahöhe ist zu Fuß von Vorarlberger Seite von der südöstlich gelegenen Sarojaalpe (auch: Hinterälpele genannt) gut erreichbar (etwa 500 Meter Luftlinie entfernt, rund 180 Höhenmeter).
Das gesamte Gebiet um die Sarojahöhe bedingt Trittsicherheit, teilweise Schwindelfreiheit und alpine Ausrüstung mit guten Bergschuhen. Bei Nässe und Frost ist in Grashängen besondere Vorsicht geboten.